# Ree Park - Ebeltoft Safari
Ree Park Safari er en safaripark, der ligger ved Ebeltoft på Djursland.
Selve parken er cirka 70 hektar stor, men da parken ejer en del omkringliggende jord kommer totalarealet på omkring 125 hektar.[kilde mangler]
Parken blev grundlagt i 1991 af Frans Kilde Hansen og hed Ebeltoft Dyrepark. Den blev i 1993 overtaget af Lars Thye og ændrede navn til Ebeltoft Zoo og var tænkt som en naturpark med smukke anlæg, legefaciliteter og klappedyr. Siden overtog Merete og Henrik Elsass i 1998 og parken skiftede navn til Ebeltoft Zoo & Safari, hvorefter en egentlig zoologisk have blev planlagt.
Tidligere anlæg blev revet ned for at gøre plads til den geografiske opdeling af parken, som den er i dag.
Som noget nyt kom der senere hen også Land Rover-safari.
I 2006 overtog Karsten Ree parken, der fik sit nuværende navn. Samtidig med skiftet kom flere geparder til parken, som så blev et af Europas største avlscentre.
I 2007 blev parken medlem af DAZA og EAZA.
Direktør Jesper Stagegaard er vært på DRs program Tæt på dyrene, hvor han tager rundt og fortæller om de forskellige dyr.

## Generelt
Ree Park har omkring 80 forskellige dyrearter. Parken er delt op efter kontinenter, og de fleste af dyrene går ofte sammen med deres geografiske artsfæller. Eksempelvis går de arktisk ulve og sortbjørnene i samme store anlæg på den Nordamerikanske prærie. Aberne er delt op på "abeøer", med hver deres unikke abearter som kattalemur, vari lemur, dødningehovedaber og edderkopaber.
Parken går meget op i at give dyrene et så naturligt miljø som muligt i fangenskab. Det har gjort parken kendt for sine store anlæg, hvoraf det største er 11,5 hektar. Særligt geparderne er en stor attraktion, da det er de eneste geparder i Danmark. Især avlsarbejdet har gjort parken kendt i andre lande, da parken ofte har unger, selv om det er meget svært at få geparder til at parre sig i fangeskab.
Parken gik i 2009 med i projektarbejdet om bevarelsen af katangaløven (den sydvestafrikanske løve), et af de mest truede rovdyr i verden.
Et af Ree Parks nyeste projekter er det sorte næsehorn. Dyret "Thabo" kom til parken i 2010 som det første sorte næsehorn i Danmark.
Alle disse projekter er en del af European Endangered Species Programme (EEP), et europæisk avlsprogram til bevarelse af truede dyrearter.
Ud over de nævnte dyrearter, som er med i EEP, kan følgende dyr opleves:
- Afrikansk Vildhund
- Hvidhåndet Gibbonabe.
- Europæisk bison
- Gulstrubet mår
- Rød panda
- Asiatisk dværgodder
- Bongo antilope
- Sandkat

Der findes også andre dyrearter som blisbukke, alpakaer, maraer og onager.